# The Zipps
The Zipps is een nederbeat-groep, ontstaan in de zomer van 1965 uit een fusie van The Beat-Town Skifflers en The Moving Strings, beiden uit de stad Dordrecht, in de Nederlandse provincie Zuid-Holland.

## Historie
De groep ontstond toen na het einde van The Moving Strings twee voormalige leden hiervan, John Noce Santoro en Peter Nuyten, een jongerensoos startten in Het Dolhuys. De jongerenclub, HillieBillie Soos genoemd, draaide wekelijks op zondag de nieuwste singles en werd snel populair. Af en toe is er een live optreden en ook The Beat-Town Skifflers treden er op. Hieruit ontstaat een "huisband" met de twee voormalige leden van The Moving Strings die gaan samenspelen met Jan Bek en Philip Elzerman van The Beat-Town Skifflers. De nieuwe band speelt bijna wekelijks in Het Dolhuys en lanceert onder de naam The Zipps een vernieuwend Folk-Beat geluid.
Al snel volgt een platencontract bij het Op-Art label en eind 1965 vindt de opname plaats van de eerste single Highway Gambler/Roll The Cotton Down. De band ontwikkelt een meer psychedelische sound met fluitsolo's en exotische gitaarklanken, en krijgt een nieuw contract bij het Relax label uit Bussum. Deze maatschappij durft het aan om in 1966 de maxisingle Beat and Poetry uit te brengen met een introductie van de schrijver-dichter Simon Vinkenoog.
Dit was het eerste resultaat van de creatieve samenwerking met tekstschrijver Ben Katerberg, waaruit enkele songs ontstaan die met een drugs gerelateerde tekst worden opgenomen. Ook de daaropvolgende singles Kicks and Chicks en Marie Juana uit 1967 hebben een tekst die naar psychedelica verwijst. Het refrein van Marie Juana krijgt van producer Job Maarse zelfs een aangepaste tekst. Desondanks weigert de radio om de singles uit te zenden.
De groep ontwikkelt een podium-act met een lichtshow waarin vloeistofdia's levensgroot worden geprojecteerd op de bandleden. Ook het publiek wordt daarbij bestookt met flikkerende schijnwerpers in de beat van de muziek. Het veroorzaakt  een hallucinerende werking en leidt zelfs in de nationale pers tot veel ophef.Er wordt zelfs een hele tv-uitzending aan besteed door het journalistieke programma Brandpunt. Na enkele promotietournees in Frankrijk met optredens in beatclub La Locomotive en het Palais d'Orsay te Parijs en promotie via radio en televisie blijkt de groep wel een succesvolle live-act te bieden, maar een verwachte commerciële belangstelling blijft uit.

## Doorstarts
In de zomer van 1968 stopt de oorspronkelijke formatie. Hun singles worden later gezien als collector-items. De band komt na de zomer van 1968 terug en hun sound wordt nog meer volwassen en vooral psychedelies. Lange nummers met veel guitaarsolo's en een grote rol voor de Zeta lightshow met borrelende en kolkende kleurenpracht! In 1969 keert zanger Jan Bek weer terug bij de groep samen met sologitarist Janko Barut. In deze 5-mans bezetting wordt de live vinyl lp 'Ever Stoned' opgenomen tijdens een psychedelisch festival in de Hoekse Waard. De plaat wordt door het Engelse muziekblad Record Collector wereldwijd uitgebracht. In wisselende bezetting spelen The Zipps door tot halverwege 1971. Daarna volgt er nog een reünieconcert in 1981. Eind 1999 komen bijna alle oud-bandleden weer opnieuw bij elkaar en wordt de groep heropgericht voor een reeks reünie-concerten en gastoptredens bij sixties festivals. Sinds de heroprichting blijft de band ruim 15 jaar actief, zijn er meerdere cd's en lp's als collector-items verschenen en bestaat zij ruim 50 jaar in de bijna oorspronkelijke samenstelling.
In oktober 2015 geven The Zipps een afscheidsconcert in het Dordtse Dolhuys en in februari 2018 speelt de groep nog een jubileumconcert voor het 50-jarige poppodium Bibelot.

## Leden
Philip Elzerman (zang)
Peter Nuyten (gitaar)
Theo Verschoor (bas)
John Noce Santoro (drums)
Jan Bek (zang)
Wim Klein (drums)
Janko Barut (gitaar)
Ruud van Seventer (bas)